# Sesbania emerus
Sesbania emerus är en ärtväxtart som först beskrevs av Jean Baptiste Christophe Fusée Aublet, och fick sitt nu gällande namn av Ignatz Urban. Sesbania emerus ingår i släktet Sesbania och familjen ärtväxter. Inga underarter finns listade i Catalogue of Life.